# Patrick Magee
Pour les articles homonymes, voir Magee.
Patrick Magee né le 31 mars 1922 à Armagh (Irlande du Nord), et mort d'un arrêt cardiaque le 14 août 1982 à Londres (Royaume-Uni), est un acteur nord-irlandais.
Il est connu pour ses collaborations avec les dramaturges Samuel Beckett et Harold Pinter, parfois appelé « l'acteur préféré de Beckett », ainsi que pour avoir créé le rôle du marquis de Sade dans les productions originales au théâtre et à l'écran de Marat-Sade. Il a été membre de la Royal Shakespeare Company de 1964 à 1970.
Reconnaissable par sa voix particulière, il a également joué dans de nombreux films d'épouvante et dans deux films de Stanley Kubrick — Orange mécanique (1971) et Barry Lyndon (1975) — et trois films de Joseph Losey — Les Criminels (1960), The Servant (1963) et Galileo (1975) —.
La critique Antonia Quirke l'a décrit à titre posthume comme « une présence si pleine d'étrangeté, de charisme, de contraste et de puissance », tandis que l'universitaire Conor Carville a écrit que Magee était le « garnement de l'avant-garde » et « une figure très importante et injustement oubliée qui représente un aspect important de l'effervescence culturelle des années 1960 et 1970 en Grande-Bretagne ».

## Biographie
McGee (il a changé l'orthographe de son nom de famille en Magee lorsqu'il a commencé à jouer pour paraître moins provincial) est né dans une famille catholique de classe moyenne au 2 Edward Street, à Armagh, dans le comté d'Armagh. L'aîné de cinq enfants, il a été éduqué à la grammar school St. Patrick d'Armagh.

### Carrière théâtrale
Sa première expérience de la scène en Irlande s'est faite avec la troupe itinérante d'Anew McMaster, qui jouait les œuvres de William Shakespeare. C'est là qu'il a travaillé pour la première fois avec Harold Pinter. Tyrone Guthrie l'a ensuite fait venir à Londres pour une série de pièces irlandaises. Il rencontre Samuel Beckett en 1957 et enregistre bientôt des passages du roman Molloy et de la nouvelle D'un ouvrage abandonné pour la radio BBC. Impressionné par « la qualité fêlée de la voix nettement irlandaise de Magee », Beckett demande des copies des enregistrements et écrit La Dernière Bande spécialement pour l'acteur. La pièce est jouée pour la première fois au Royal Court Theatre de Londres le 28 octobre 1958, avec Magee dans une mise en scène de Donald McWhinnie. Une version télévisée avec Magee dirigé par McWhinnie a été diffusée plus tard par BBC2 le 29 novembre 1972. Le biographe de Beckett, Anthony Cronin, a écrit qu'« il y avait un sens dans lequel, en tant qu'acteur, il avait attendu Beckett comme Beckett l'avait attendu ».
En 1964, il rejoint la Royal Shakespeare Company (RSC), après qu'Harold Pinter, mettant en scène sa propre pièce L'Anniversaire, l'a spécifiquement sollicité pour le rôle de McCann, déclarant qu'il était le plus fort de la distribution. En 1965, il incarne le marquis de Sade dans la mise en scène de Peter Brook du Marat-Sade de Peter Weiss, et lorsque la pièce est transférée à Broadway, il remporte le Tony Award du meilleur second rôle dans une pièce. Il apparaît également dans la mise en scène de L'Escalier de la RSC en 1966, aux côtés de Paul Scofield. En 1969, il a incarné l'inspecteur Hawkins dans la mise en scène originale de Dutch Uncle de la RSC. Sa dernière pièce avec la troupe est Battle of Shrivings en 1970, au Lyric Theatre, sous la direction de Peter Hall.
En 1970, il joue le rôle de Daniel Webster dans Scratch, une adaptation à Broadway de The Devil and Daniel Webster par Archibald MacLean (en).

### Carrière cinématographique
Parmi ses rôles au cinéma, citons Les Criminels (1960), The Servant (1963, une adaptation scénarisée par Harold Pinter) et Galileo (1975) de Joseph Losey où il joue aux côtés de Michel Lonsdale. Il s'illustre également en tant que médecin dans Dementia 13 (1963) de Francis Ford Coppola. Ce film est produit par Roger Corman, qui a l'année suivante également engagé Magee dans son adaptation d'Edgar Allan Poe, Le Masque de la mort rouge (1964). Par la suite, Magee a joué dans de nombreux films d'épouvante à petit budget, il est apparu dans Le Messager du diable (1965) aux côtés de Boris Karloff pour American International Pictures, dans Le Crâne maléfique (1965), Histoires d'outre-tombe (1972), Asylum (1972) et And Now the Screaming Starts! (1973) pour Amicus Productions ; Les Démons de l'esprit (1971) pour la Hammer ; Le Chat noir (1981) de l'Italien Lucio Fulci, et Docteur Jekyll et les Femmes (1981) du Polonais Walerian Borowczyk, qui fut son dernier rôle au cinéma.
Les grands yeux et sourcils de Magee, ainsi que sa voix unique, lui permettent de jouer des rôles de genre, généralement comme un personnage troublé de grande réputation, bien que ses premiers rôles au cinéma incluent le médecin militaire britannique courageux et dévoué dans Zoulou (1964). Le critique John Simon (en) a écrit que Magee « a une façon de transformer chaque syllabe qu'il prononce en fromage limbourgeois trop mûr ; c'est le seul acteur auquel je puisse penser que l'on écoute avec le nez ».
Il est peut-être plus connu pour son rôle de l'écrivain et victime Frank Alexander, qui torture Alex DeLarge avec la musique de Beethoven, dans le film de Stanley Kubrick Orange mécanique (1971). Il a également joué pour Kubrick le rôle du mentor de Redmond Barry, le Chevalier de Balibari, dans Barry Lyndon (1975). Il a repris son rôle théâtral du marquis de Sade dans l'adaptation cinématographique de Marat-Sade (1966), également réalisée par Peter Brook.
En 1979, il apparaît dans le film français d'André Téchiné Les Sœurs Brontë dans le rôle du révérend Brontë, aux côtés d'Isabelle Adjani, de Marie-France Pisier, d'Isabelle Huppert et de Pascal Greggory.
« [Magee] is a very important and unjustly forgotten figure who represents an important aspect of the cultural ferment of the 1960s and 1970s in Britain. The persona he had off-stage was that of a hell raiser, and this blended into the roles he was cast in. He was at the forefront of theatrical and cinematic experiment of the time, and yet, as a BBC stalwart on both radio and TV and a West End actor, he was also ensconced in the mainstream. As well as this, his immersion in the new British horror genre meant he moved in underground circles. My research has revealed an undercurrent of desperation in his career, as he took on such roles for the income they provided. It is this multifaced character that makes Magee a lightning rod for the tensions and contradictions of his era »
— Conor Carville, de l'Université de Reading

« [Magee] est une figure très importante et injustement oubliée qui représente un aspect important de l'effervescence culturelle des années 1960 et 1970 en Grande-Bretagne. En dehors des planches du théâtre, il avait l'image de quelqu'un d'impétueux qui se fondait dans les rôles qu'on lui confiait. Il était à l'avant-garde des expériences théâtrales et cinématographiques de l'époque, et pourtant, en tant que pilier de la BBC à la radio et à la télévision issu du West End, il était également ancré dans le conformisme. En outre, son immersion dans les nouveaux films d'épouvante britanniques lui a permis d'évoluer dans des genres interlopes. Mes recherches ont révélé l'existence d'un certain sens du désespoir dans sa carrière, car il a accepté ces rôles pour les revenus qu'ils lui procuraient. C'est ce personnage aux multiples facettes qui fait de Magee un paratonnerre des tensions et des contradictions de son époque »

## Vie privée
Magee a épousé Belle Sherry, également originaire du comté d'Armagh, en 1958. Le couple a eu deux enfants, les jumeaux Mark et Caroline (nés en février 1961). Le couple est resté ensemble jusqu'à la mort de Magee.
Magee était connu pour être un peu impétueux. Il a souvent lutté contre des crises d'alcoolisme et de jeu d'argent qui ont affecté ses finances et ses relations professionnelles.
Il était un républicain irlandais convaincu et un militant actif des causes sociales et politiques de gauche. En 1976, il a joué un rôle déterminant en persuadant son syndicat Equity de boycotter l'Afrique du Sud en raison des lois d'apartheid.

## Mort
Grand buveur, Magee meurt d'un infarctus dans son appartement de Fulham, au sud-ouest de Londres, le 14 août 1982, à l'âge de 60 ans, selon les nécrologies parues dans le Glasgow Herald et le New York Times.

## Postérité
Le 29 juillet 2017, l'acteur Stephen Rea, qui a joué aux côtés de Patrick Magee dans une production de la pièce Fin de partie de Samuel Beckett, a dévoilé une plaque bleue commémorant le lieu de naissance de Magee au 2 Edward Street, Armagh.
Dans une rétrospective écrite à l'occasion du 100e anniversaire de l'acteur en 2022 sur le magazine Senses of Cinema, Mark Lager a particulièrement encensé Patrick Magee dans le rôle de Krapp dans La Dernière Bande de Samuel Beckett et dans le rôle de McCann dans L'Anniversaire de Harold Pinter comme les meilleures prestations de sa carrière, tout en considérant son personnage du patient aveugle George Carter dans Histoires d'outre-tombe de Freddie Francis comme la plus mémorable de ses nombreuses prestations dans des films d'épouvante.

## Filmographie

### Acteur de cinéma
- 1956 : Une bombe pas comme les autres (The Green Man) de Robert Day et Basil Dearden : l'agent de police arrêtant Hawkins à la fin
- 1958 : Poupée de chiffon (en) (Rag Doll) de Lance Comfort : Flynn
- 1960 : Les Criminels (The Criminal) de Joseph Losey : Barrows
- 1961 : Never Back Losers (en) de Robert Tronson (en)
- 1962 : La Mort d'un sadique (The Very Edge) de Cyril Frankel : Simmonds
- 1962 : The Boys (en) de Sidney J. Furie : Mr. Lee
- 1962 : Les Clés de la citadelle (en) (A Prize of Arms) de Cliff Owen : RSM Hicks
- 1963 : The Servant de Joseph Losey : un évêque
- 1963 : Duel sur le circuit (The Young Racers) de Roger Corman : Sir William Dragonet
- 1963 : Ricochet de John Moxey
- 1963 : Opération Titien (sh) (Operacija Ticijan) de Radoš Novaković (sh) : Docteur Morisijus
- 1963 : Dementia 13 de Francis Ford Coppola : Justin Caleb
- 1964 : Zoulou (Zulu) de Cyril R. Endfield : James Henry Reynolds
- 1964 : Le Rideau de brume (Séance on a Wet Afternoon) de Bryan Forbes : Walsh
- 1964 : Le Masque de la mort rouge (The Masque of the Red Death) de Roger Corman : Alfredo
- 1965 : Portrait in Terror de Radoš Novaković (sh)
- 1965 : Le Crâne maléfique (The Skull) de Freddie Francis : Médecin de police
- 1965 : Le Messager du diable (Die, Monster, Die!) de Daniel Haller : Dr Henderson
- 1966 : Blood Bath de Jack Hill et Stephanie Rothman
- 1967 : Marat/Sade de Peter Brook : Marquis de Sade
- 1968 : La Bataille pour Anzio (Lo sbarco di Anzio) d'Edward Dmytryk et Duilio Coletti : Gen. Starkey
- 1968 : L'Amateur (Decline and Fall... of a Birdwatcher) de John Krish : Maniac
- 1968 : L'Anniversaire (The Birthday Party) de William Friedkin : Shamus McCann
- 1969 : Cet homme est prêt à tout (en) (Hard Contract) de S. Lee Pogostin : Alexi
- 1970 : Cromwell de Ken Hughes : Hugh Peters
- 1970 : Les Baroudeurs (You Can't Win 'Em All) de Peter Collinson : The General (Attaturk)
- 1971 : Le Roi Lear (King Lear) de Peter Brook : Cornwall
- 1971 : Les Troyennes (The Trojan women) de Michael Cacoyannis : Ménélas
- 1971 : Orange mécanique (A Clockwork Orange) de Stanley Kubrick : Mr. Alexander
- 1972 : Histoires d'outre-tombe (Tales from the Crypt) de Freddie Francis : George Carter (segment Blind Alleys)
- 1972 : The Fiend de Robert Hartford-Davis : ministre du culte
- 1972 : Asylum de Roy Ward Baker : Dr Rutherford
- 1972 : Les Griffes du lion (Young Winston) de Richard Attenborough : Général Bindon Blood
- 1972 : Jeanne, papesse du diable (Pope Joan) de Michael Anderson : le moîne âgé
- 1972 : Les Démons de l'esprit (Demons of the Mind) de Peter Sykes : Falkenberg
- 1973 : Les Décimales du futur (The Final Programme) de Robert Fuest : Dr Baxter
- 1973 : Luther (en) de Guy Green : Hans
- 1973 : And Now the Screaming Starts! de Roy Ward Baker : Dr Whittle
- 1973 : Lady Ice (en) de Tom Gries : Paul Booth
- 1975 : Simona de Patrick Longchamps : Le père
- 1975 : Galileo de Joseph Losey : Cardinal Bellarmin
- 1975 : Barry Lyndon de Stanley Kubrick : le chevalier de Balibari
- 1977 : Un espion de trop (Telefon) de Don Siegel : Général Strelsky
- 1979 : Les Sœurs Brontë d'André Téchiné : Révérend Brontë
- 1980 : Voltan le barbare (Hawk the Slayer) de Terry Marcel (en) : Priest
- 1980 : Le Club des monstres (The Monster Club) de Roy Ward Baker : le tenancier de l'auberge
- 1980 : Le lion sort ses griffes (Rough Cut) de Don Siegel et Peter Hunt : Ernst Mueller
- 1980 : Sir Henry at Rawlinson End de Steve Roberts : Révérend Slodden
- 1980 : L'Auberge du dragon volant (The Sleep of Death) de Calvin Floyd : Marquis
- 1981 : Les Chariots de feu (Chariots of Fire) de Hugh Hudson : Lord Cadogan
- 1981 : Le Chat noir (Gatto nero) de Lucio Fulci : Professeur Robert Miles
- 1981 : Docteur Jekyll et les Femmes de Walerian Borowczyk : Général Carew

### Acteur de télévision
- 1960 : Here Lies Miss Sabry (série télévisée) : Jason
- 1963 : Ricochet, épisode de Edgar Wallace Mysteries (en)
- 1963 : Chapeau melon et bottes de cuir, Le chauffeur au 'Pancho'
- 1969 : Canterbury Tales (série télévisée)
- 1969 : Destiny of a Spy (en) (TV) : John Flack
- 1973 : Caucasian Chalk Circle
- 1976 : King Lear (TV) : King Lear
- 1978 : Les Aventures de David Balfour (de) (Kidnapped) (feuilleton TV) : Ebenezer Balfour
- 1979 : Churchill and the Generals (TV) : Gen. Sir Archibald Wavell
- 1979 : Oresteia (feuilleton TV) : Kalchas

### Acteur de théâtre
| Année   | Titre                        | Rôle                      | Metteur en scène     | 1re salle de théâtre                           | Notes                                             | Ref.   |
| ------- | ---------------------------- | ------------------------- | -------------------- | ---------------------------------------------- | ------------------------------------------------- | ------ |
| 1948    | Mountain Post                | Maton                     | R.H. MacCandless     | Ulster Group Theatre, Belfast                  |                                                   | [ 14 ] |
| 1949    | Bannister's Cafe             | Walter Bannister          | lui-même             | Ulster Group Theatre, Belfast                  | également réalisateur                             | [ 15 ] |
| 1950    | The Square Peg               | Reverend Alexander McCrea | lui-même             | Ulster Group Theatre, Belfast                  | également réalisateur                             | [ 16 ] |
| 1951    | The Passing Day              | Hind                      | Tyrone Guthrie       | Ambassadors Theatre, Londres                   | crédité sous le nom de « Pat Magee »              | [ 17 ] |
| 1955-56 | The Queen and the Rebels     | paysan                    | Frank Hauser         | Theatre Royal Haymarket, Londres               |                                                   | [ 18 ] |
| 1956    | The Shadow of a Gunman       | Adolphus Gregson          | John Gibson          | New Lindsey Theatre Club, Londres              |                                                   | [ 19 ] |
| 1958    | Krapp's Last Tape            | Krapp                     | Donald McWhinnie     | Royal Court Theatre, Londres                   |                                                   | [ 20 ] |
| 1959    | The Buskers                  | Max                       | Toby Robertson       | Arts Theatre, Londres                          |                                                   | [ 21 ] |
| 1959-60 | Rosmersholm                  |                           | George Devine        | Royal Court Theatre, Londres                   |                                                   | [ 22 ] |
| 1961    | Progress to the Park         | Mr. Laughlin              | Ted Kotcheff         | Grand Theatre, Blackpool                       |                                                   | [ 23 ] |
| 1961    | A Whistle in the Dark        | Michael Carney Sr.        | Edward Burnham       | Theatre Royal Stratford East, Londres          | For Theatre Workshop                              | [ 24 ] |
| 1964    | The Birthday Party           | McCann                    | Harold Pinter        | Aldwych Theatre, Londres                       | Pour la Royal Shakespeare Company                 | [ 25 ] |
| 1964    | Afore Night Come             | Roche                     | Clifford Williams    | Aldwych Theatre, Londres                       | Pour la Royal Shakespeare Company                 | [ 26 ] |
| 1964    | Endgame                      | Hamm                      | Donald McWhinnie     | Aldwych Theatre, Londres                       | Pour la Royal Shakespeare Company                 | [ 27 ] |
| 1964    | Marat/Sade                   | Marquis de Sade           | Peter Brook          | Aldwych Theatre, Londres                       | Pour la Royal Shakespeare Company                 | [ 28 ] |
| 1965    | Mr Puntila and his Man Matti | Matti Altonen             | Michel Saint-Denis   | Aldwych Theatre, Londres                       | Pour la Royal Shakespeare Company                 | [ 29 ] |
| 1965    | Hamlet                       | Ghost of Old Denmark      | Peter Hall           | Royal Shakespeare Theatre, Stratford-upon-Avon | Pour la Royal Shakespeare Company                 | [ 30 ] |
| 1965    | Marat/Sade                   | Marquis de Sade           | Peter Brook          | Aldwych Theatre, Londres                       | Pour la Royal Shakespeare Company                 | [ 31 ] |
| 1965-66 | Marat/Sade                   | Marquis de Sade           | Peter Brook          | Martin Beck Theatre, New York                  | Tony Award du meilleur second rôle dans une pièce | [ 32 ] |
| 1966    | The Meteor                   | Wolfgang Schwitter        | Clifford Williams    | Aldwych Theatre, Londres                       | Pour la Royal Shakespeare Company                 | [ 33 ] |
| 1966    | Staircase                    | Harry Leeds               | Peter Hall           | Theatre Royal, Brighton                        | Pour la Royal Shakespeare Company                 | [ 34 ] |
| 1966    | Staircase                    | Harry Leeds               | Peter Hall           | Aldwych Theatre, Londres                       | Pour la Royal Shakespeare Company                 | [ 34 ] |
| 1966-67 | Marat/Sade                   | Marquis de Sade           | Donald Driver        | Majestic Theatre, Broadway                     |                                                   | [ 35 ] |
| 1967    | Keep It in the Family        | Frank Brady               | Allan Davis          | Plymouth Theatre, Broadway                     |                                                   | [ 36 ] |
| 1969    | Dutch Uncle                  | Inspector Hawkins         | Peter Hall           | Theatre Royal, Brighton                        | Pour la Royal Shakespeare Company                 | [ 37 ] |
| 1969    | Dutch Uncle                  | Inspector Hawkins         | Peter Hall           | Aldwych Theatre, Londres                       | Pour la Royal Shakespeare Company                 | [ 37 ] |
| 1970    | Battle of Shrivings          | Mark                      | Peter Hall           | Lyric Theatre, Londres                         | Pour la Royal Shakespeare Company                 | [ 38 ] |
| 1971    | Scratch                      | Daniel Webster            | Peter Hunt           | St. James Theatre, Broadway                    |                                                   | [ 39 ] |
| 1974    | The Master Builder           | Halvard Solness           | lui-même             | Thorndike Theatre, Leatherhead                 | également réalisateur                             | [ 38 ] |
| 1975-76 | The White Devil              | Monticelso                | Michael Lindsay-Hogg | The Old Vic, Londres                           |                                                   | [ 40 ] |
| 1976    | That Time                    |                           | Donald McWhinnie     | Royal Court Theatre, Londres                   |                                                   | [ 41 ] |
| 1980    | Doctor Faustus               | Méphistophélès            | Christopher Fettes   | Lyric Hammersmith Theatre, Londres             |                                                   | [ 42 ] |
| 1980    | Doctor Faustus               | Méphistophélès            | Christopher Fettes   | Fortune Theatre, Londres                       |                                                   | [ 42 ] |